# Wish You Were Here Tour
Die Wish You Were Here Tour war eine Konzerttournee der britischen Rockband Pink Floyd. Auf dieser Tour, die von April bis Juni 1975 in Nordamerika stattfand und schließlich am 5. Juli des gleichen Jahres mit einem Auftritt beim Knebworth Festival beendet wurde, stellte die Gruppe Songs ihrer kommenden Alben Wish You Were Here und Animals vor, die im September 1975, bzw. im Januar 1977 veröffentlicht wurden.

## Hintergrund
Pink Floyd begannen den nordamerikanischen Abschnitt ihrer Wish You Were Here Tour am 8. April 1975 in Vancouver und gaben zunächst bis zum 28. Juni des gleichen Jahres 28 Konzerte in den Vereinigten Staaten und Kanada. Mit ihrem Auftritt in Knebworth folgte lediglich ein einziges Konzert in Europa. Weitere Shows auf dem europäischen Kontinent waren nicht geplant. Beim Abschlusskonzert in Knebworth traten Pink Floyd als Haupt-Act auf und beendeten den Festival-Tag mit ihrem Gig. Im Vorprogramm spielten die Steve Miller Band, Captain Beefheart & His Magic Band und Roy Harper, der später auch beim Auftritt von Pink Floyd als Leadsänger im Song Have a Cigar auftrat.
Die Konzerte bestanden aus zwei Hälften, unterbrochen von einer 15- bis 20-minütigen Pause. In der ersten Hälfte spielte die Band ausschließlich Songs, die erst Monate, bzw. Jahre nach dieser Tournee auf ihren kommenden Alben Wish You Were Here (1975) und Animals (1977) veröffentlicht wurden. Raving and Drooling (eine frühe Version von Sheep), You Gotta Be Crazy (eine frühe Version von Dogs) und Shine On You Crazy Diamond wurden bereits ein Jahr zuvor von Pink Floyd uraufgeführt, letzterer Song wurde hier jedoch erstmals in der von Wish You Were Here bekannten zweigeteilten Albumfassung gespielt. Außerdem neu im Live-Repertoire war der ebenfalls später auf Wish You Were Here veröffentlichte Song Have a Cigar, der im Konzertablauf zwischen den beiden Teilen von Shine On You Crazy Diamond dargeboten wurde.
Im zweiten Teil der Show spielten Pink Floyd das Album The Dark Side of the Moon in voller Länge, als Zugabe folgte der Song Echoes vom Album Meddle. Alle Lieder in der zweiten Konzerthälfte wurden von Pink Floyd auf dieser Tournee letztmalig in der klassischen Viererbesetzung mit Roger Waters gespielt.

## Setlist

### Beispiel-Setlist
- Raving and Drooling
- You Gotta Be Crazy
- Shine On You Crazy Diamond (Parts I–V)
- Have a Cigar
- Shine On You Crazy Diamond (Parts VI–IX)
- Speak to Me
- Breathe
- On the Run
- Time
- Breathe (reprise)
- The Great Gig in the Sky
- Money
- Us and Them
- Any Colour You Like
- Brain Damage
- Eclipse
- Echoes

## Tourdaten
| Nr.                 | Datum               | Stadt               | Land                | Veranstaltungsort                 | Anmerkungen         |
| Leg 1 – Nordamerika | Leg 1 – Nordamerika | Leg 1 – Nordamerika | Leg 1 – Nordamerika | Leg 1 – Nordamerika               | Leg 1 – Nordamerika |
| ------------------- | ------------------- | ------------------- | ------------------- | --------------------------------- | ------------------- |
| 1                   | 8. April 1975       | Vancouver           | Kanada              | Pacific Coliseum                  |                     |
| 2                   | 10. April 1975      | Seattle             | Vereinigte Staaten  | Center Coliseum                   |                     |
| 3                   | 12. April 1975      | Daly City           | Vereinigte Staaten  | Cow Palace                        |                     |
| 4                   | 13. April 1975      | Daly City           | Vereinigte Staaten  | Cow Palace                        |                     |
| 5                   | 17. April 1975      | Denver              | Vereinigte Staaten  | Coliseum                          |                     |
| 6                   | 19. April 1975      | Tucson              | Vereinigte Staaten  | Community Center                  |                     |
| 7                   | 20. April 1975      | Tempe               | Vereinigte Staaten  | Desert Financial Arena            |                     |
| 8                   | 21. April 1975      | San Diego           | Vereinigte Staaten  | Sports Arena                      |                     |
| 9                   | 23. April 1975      | Los Angeles         | Vereinigte Staaten  | Memorial Sports Arena             |                     |
| 10                  | 24. April 1975      | Los Angeles         | Vereinigte Staaten  | Memorial Sports Arena             |                     |
| 11                  | 25. April 1975      | Los Angeles         | Vereinigte Staaten  | Memorial Sports Arena             |                     |
| 12                  | 26. April 1975      | Los Angeles         | Vereinigte Staaten  | Memorial Sports Arena             |                     |
| 13                  | 27. April 1975      | Los Angeles         | Vereinigte Staaten  | Memorial Sports Arena             |                     |
| Leg 2 – Nordamerika |                     |                     |                     |                                   |                     |
| 14                  | 7. Juni 1975        | Atlanta             | Vereinigte Staaten  | Atlanta Stadium                   |                     |
| 15                  | 9. Juni 1975        | Landover            | Vereinigte Staaten  | Capital Center                    |                     |
| 16                  | 10. Juni 1975       | Landover            | Vereinigte Staaten  | Capital Center                    |                     |
| 17                  | 12. Juni 1975       | Philadelphia        | Vereinigte Staaten  | Spectrum                          |                     |
| 18                  | 13. Juni 1975       | Philadelphia        | Vereinigte Staaten  | Spectrum                          |                     |
| 19                  | 15. Juni 1975       | Jersey City         | Vereinigte Staaten  | Roosevelt Stadium                 |                     |
| 20                  | 16. Juni 1975       | Uniondale           | Vereinigte Staaten  | Nassau Veterans Memorial Coliseum |                     |
| 21                  | 17. Juni 1975       | Uniondale           | Vereinigte Staaten  | Nassau Veterans Memorial Coliseum |                     |
| 22                  | 18. Juni 1975       | Boston              | Vereinigte Staaten  | Boston Garden                     |                     |
| 23                  | 20. Juni 1975       | Pittsburgh          | Vereinigte Staaten  | Three Rivers Stadium              |                     |
| 24                  | 22. Juni 1975       | Milwaukee           | Vereinigte Staaten  | County Stadium                    |                     |
| 25                  | 23. Juni 1975       | Detroit             | Vereinigte Staaten  | Olympia Stadium                   |                     |
| 26                  | 24. Juni 1975       | Detroit             | Vereinigte Staaten  | Olympia Stadium                   |                     |
| 27                  | 26. Juni 1975       | Montréal            | Kanada              | Autostade                         |                     |
| 28                  | 28. Juni 1975       | Hamilton            | Kanada              | Ivor Wynne Stadium                |                     |
| Leg 3 – Europa      |                     |                     |                     |                                   |                     |
| 29                  | 5. Juli 1975        | Stevenage           | England             | Knebworth Park                    | Knebworth Festival  |

## Band
- David Gilmour: Gesang, Gitarre, Pedal-Steel-Gitarre
- Nick Mason: Schlagzeug, Percussion
- Roger Waters: Bass, Gesang
- Richard Wright: Keyboards, Hintergrundgesang, Gesang bei Time
- Dick Parry: Saxophon
- Venetta Fields: Hintergrundgesang, Gesang bei The Great Gig in the Sky
- Carlena Williams: Hintergrundgesang, Gesang bei The Great Gig in the Sky